# 먼데이필링
Monday Feeling(먼데이 필링)은 한국의 록 밴드이다.
약 8년의 세월동안 다양한 지역행사와 축제 등의 무대에서 경험을 쌓아 왔으며, 그러던 중 Hardrock Rising Festival 부산지역 우승, Emergenza Festival 준결승 진출 등의 성과를 세웠고, 부산 락 페스티벌 참가하는 등 큰 작은 무대에서 큰 무대까지 다양한 장소에서 공연을 가져왔다.
또한 일본 오사카, 후쿠오카, 나고야와 도쿄 등지의 클럽에서 정기적으로 공연에 참가하여 그들의 음악을 보다 넓은 세상에 소개하기 위한 노력도 지속적으로 해오고 있던 중,2018년에는 새로운 11곡을 녹음하여 미국 웨스트 할리우드 투어를 성공 시킨다.
미국 투어를 통해 할리우드의 가장 큰 공연장 3곳인 위스키 어 고고, 더 바이퍼 룸, 레인보우 등지에서 먼데이 필링의 쇼케이스를 성공적으로 마치기도 하였다.
그러던 중, BTS와 1년간 함께 일했던 아티스트 컨설팅 컴퍼니 ‘Gramophone’등, 여러 곳의 회사에서 러브콜을 받기도 했으나, 멤버 교체 및 금전적인 문제로 인해 조기 귀국을 하게 되었고, 이후 2년간 팀의 재정비를 위해 노력하게 된다.
2021년, 새 라인업으로 팀 명을 '먼데이필링'으로 변경, 싱글 DOPE를 발매하였고, 이후 다수의 앨범을 지속적으로 발매중이다.
2023년에는 평택 록 페스티벌에서 우승함과 동시에 여섯 차례의 일본 투어를 성사시켰다.

## 음반 목록

### 싱글
- 《Stay with me》( September 4, 2019 )
- 《Dope》( June 25, 2021 )
- 《You》( November 30, 2021 )
- 《Starlight》( July 24, 2023 )
- 《Summertime》( August 7, 2023 )
- 《A Bottle In My Heart》( December 13, 2023 )

### 정규 음반
- 《Absolutely Clearly》( December 13, 2018 )

### EP
- 《The Monday Feeling》( October 31, 2016 )
- 《Don't Stop》( October 1, 2021 )